# Herbert Anton
Herbert Anton (* 16. Februar 1936 in Gladbeck; † 21. September 2023) war ein deutscher Literaturwissenschaftler und emeritierter Professor für Neuere deutsche Literaturwissenschaft an der Universität Düsseldorf. Seine Forschungsschwerpunkte waren die literarische Hermeneutik und die Literaturtheorie des 19. Jahrhunderts.

## Leben
Anton, geboren 1936 in Gladbeck, studierte Germanistik und Philosophie in Zürich, Paris und Heidelberg. Als Schüler des Philosophen Hans-Georg Gadamer in Heidelberg hielt er, früh von ihm gefördert, zwischen 1961 und 1963 während eines Parisaufenthaltes die Vortragsreihe „Aspekte der Modernität“, zu deren Zuhörern u. a. auch Arnold Gehlen und Theodor W. Adorno gehörten. 1964 wurde er an der Ruprecht-Karls-Universität Heidelberg mit der Arbeit „Raub der Proserpina. Literarische Traditionen eines erotischen Sinnbildes und mythologischen Symbols“ promoviert, 1969 habilitierte er sich ebenfalls in Heidelberg.
1970 nahm er den Ruf an die Universität Düsseldorf an und prägte mit seinem Vortragsstil Generationen von Germanisten in Düsseldorf, u. a. Manfred Frank, der zwischen 1971 und 1977 wissenschaftlicher Assistent an seinem Lehrstuhl war, Gerhard Kurz, der zwischen 1990 und 1998 Präsident der Hölderlin-Gesellschaft war, oder Jochen Hörisch. Auch wenn Herbert Anton Standardwerke zu Gottfried Keller, Thomas Mann oder Georg Büchner veröffentlicht hat, ging eine vielleicht noch größere Wirkung von seiner akademischen Lehre und seinen Vorträgen aus, wobei seine Freitags-Vorlesungen auch von vielen Literaturinteressierten von außerhalb der Düsseldorfer Universität besucht worden sind, beispielsweise vom Beuys-Schüler Anatol Herzfeld. Zu den Hörern seiner Vorlesungen gehörten auch die Schriftsteller  Uwe Koch, Stefan Bollmann, Henning Heske und Wim Martin.
Auch nach seiner Emeritierung 2001 hielt Herbert Anton weiter Vorträge wie zur Auftaktveranstaltung der Thomas-Mann-Gesellschaft 2009 in Düsseldorf zum Thema „Thomas Mann und Schiller. Ästhetik der Existenz“.
Er verstarb am 21. September 2023.

## Werk
Im Zentrum von Antons Forschung stand die literarische Hermeneutik und Literaturtheorie in Texten des Barock und des 19. Jh. sowie Mythos und Mythologie in der literarischen Frühromantik sowie im Werk Goethes. Die „Mythologische Erotik in Kellers ‚Sieben Legenden‘ und im ‚Sinngedicht‘“, (1970), das Standardwerk „Die Romankunst Thomas Manns“ (1972) und „Büchners Dramen. Topographien der Freiheit“ (1975) waren zentrale Arbeiten Herbert Antons, bevor er ab den 80er Jahren den Schwerpunkt seiner Tätigkeit immer stärker auf die Lehre und den freien, nur aus Notizen gespeisten Vortrag legte.

## Schriften
Monographien in Auswahl:
- Der Raub der Proserpina. Literarische Traditionen eines erotischen Sinnbildes und mythologischen Symbols. 1967
- Mythologische Erotik in Kellers Sieben Legenden und im Sinngedicht. 1970
- Die Romankunst Thomas Manns. 1972
- Büchners Dramen. Topographien der Freiheit. 1975
- Heilungskraft. Motiv und Struktur der Dichtungen Goethes. 1987

Mitarbeit in Auswahl:
- Germanistik. (Mitarb. seit 1965)
- Historisches Wörterbuch der Philosophie. (Mitarb.)

Aufsätze in Auswahl:
- Romantische Deutung griechischer Mythologie. In: Die deutsche Romantik. Hg.: H. Steffen. 1967
- Minna von Barnhelm. In: Neue Hefte für Philosophie, 4, 1973
- Goethes Faust als „Wette auf Freiheit“. In: Geist und Zeichen. Fs. A. Henkel. 1977
- „Eleusis“. Hegel an Hölderlin. In: Hölderlin-Jahrbuch. 1975–1977
- „Mythische Schönheit“ in Goethes Wahlverwandtschaften und Fontanes Effi Briest. In: Mythos und Mythologie in der Literatur des 19. Jahrhunderts. Hg.: H. Koopmann. 1979
- Rettende Bilder. Ottiliens Tagebuch und Goethes Dichtungsverstaendnis. In: Goethes Wahlverwandtschaften. Hg.: N. W. Bolz. 1981
- Thomas Mann. In: Hb. der deutschen Erzählung. Hg.: K. K. Polheim. 1981